# Єрьомино (Щолковський міський округ)
Єрьо́мино (рос. Ерёмино) — присілок у складі Щолковського міського округу Московської області, Росія.

## Населення
Населення — 164 особи (2010; 157 у 2002).
Національний склад (станом на 2002 рік):
- росіяни — 98 %